# Sotoplax robertsi
Sotoplax robertsi är en kräftdjursart som beskrevs av Danièle Guinot 1984. Sotoplax robertsi ingår i släktet Sotoplax och familjen Goneplacidae. Inga underarter finns listade i Catalogue of Life.